# Marco Ciriello
Marco Ciriello (Atripalda, 23 agosto 1975) è uno scrittore e giornalista italiano.

## Biografia
Laureato in architettura, scrive per La Gazzetta dello Sport, Domani, Avvenire, Il Messaggero e Il Mattino, dove cura le rubriche di critica letteraria Hitch22, in omaggio a Christopher Hitchens, e Herzog. Ha seguito e raccontato per Il Mattino dal 2004 i Mondiali di calcio e le Olimpiadi. Ha scritto per La Repubblica, Vanity Fair, Il Foglio, Il Fatto Quotidiano, per tv e teatro: uno dei suoi racconti, Eravamo quasi in cielo, sul campionato di calcio 1943-44 vinto dai Vigili del Fuoco della Spezia, è stato portato in scena da Gianfelice Facchetti. È autore, tra gli altri, dei documentari Ezra Pound, Poeta - andato in onda su Sky Arte HD, Storia della Triennale di Milano, 8 episodi dagli anni '20 fino alla XXI edizione e Leonardo Sciascia - Scrittore alieno  - andato in onda su Sky Arte HD, prodotti da Didi Gnocchi e 3D. È stato coautore di trasmissioni radiofoniche come "Rumore Bianco" e "Vite che non sono le nostre" sull'emittente web Radio Shamal. Ha un suo blog che aggiorna quotidianamente. È stato tra i cento nomi dello sport di Gianni Mura nell’anno 2015.

## Pubblicazioni
- In corsa (L'ancora del mediterraneo, 2004).
- Qualcuno era venuto a turbare il nostro cuore, (Pequod, 2006).
- Tutti i nomi dell'estate, (Effigie, 2009).
- Grande Atlantico. Cargo Ship Stories - con Maria Vittoria Trovato, (Lettera22, 2010).
- Pace all'acque, (Mephite, 2010).
- SanGennaroBomb, (Mephite, 2011).
- Il vangelo a benzina, (Bompiani, 2012)[4].
- Per favore non dite niente, (Chiarelettere, 2014)[5].
- Il più maldestro dei tiri, (Ad est dell'equatore, 2015)[6].
- Assassinio sulla Palmiro Togliatti, (Baldini&Castoldi, 2016).
- Le sorelle misericordia, (Spartaco edizioni, 2017).
- Il catenaccio mi sta antipatico, (Magic press 2017)[7].
- Un giorno di questi, (Rubbettino, 2018).
- Maradona è amico mio, (66th and 2nd - collana Vite inattese, 2018)[8].
- Le incongruenze dell'acqua, (66th and 2nd, 2020).
- I leggeri di Nairobi, (Rubbettino, 2020).
- Valentino Rossi, il tiranno gentile, (66th and 2nd - collana Vite inattese, 2021) - Premio Selezione Bancarella Sport 2022[9].
- I calciatori selvaggi, (GOG edizioni, 2022).
- I villeggianti, (Milieu edizioni, 2023)[10].
- Marco Pantani. Alto sui pedali. Una vita alla rovescia,(Sperling & Kupfer, 2023).